# Knüppelgraben
Der Knüppelgraben, auch Knüppelscher Hauptgraben, ist ein Entwässerungsgraben im Thurbruch auf der Insel Usedom. Er ist nach seinem Erbauer benannt, dem preußischen Landbaumeister Knüppel. Der Knüppelgraben beginnt östlich des Kachliner Sees und verläuft anfangs in südöstlicher, dann in nördlicher Richtung bogenförmig durch das südliche Thurbruch. Er durchläuft die Gemeindegebiete von Dargen, Zirchow und Korswandt im Landkreis Vorpommern-Greifswald.

## Geschichte
Im 18. Jahrhundert war man in Preußen sehr bestrebt, durch die Entwässerung von Moorgebieten zusätzliches Weideland zu gewinnen. Friedrich II. beauftragte 1750 den Landbaumeister Knüppel damit zu prüfen, wie man das Thurbruch trockenlegen könnte. Knüppel orientierte sich offenbar an einem älteren Grabenprojekt, das der preußische Landmesser Martin Friedrich Schwatcke 1738 in seiner Karte des Thurbruchs eingezeichnet hatte. Die ursprüngliche Planung geht wahrscheinlich auf den Pudaglaer Amtshauptmann Glüer zurück, der neben der Begradigung der Bäck, des natürlichen Wasserlaufs vom Kachliner See zum Gothensee, einen zusätzlichen Kanal zwischen den beiden Seen vorgesehen hatte.
Unter Knüppels Leitung wurde ein etwa sieben Kilometer langer und vier Meter breiter „Neuer Graben“ angelegt, dessen Lauf dem südlichen und östlichen Rand des Moores folgt. Dabei wurde die Landzunge, auf der später die Moorkolonie Ulrichshorst angelegt wurde, durch einen westlichen Bogen umgangen. Bei Korswandt wurde der Graben mit dem Wolgastsee verbunden. Das Wasser des Kachliner Sees und damit des Thurbruchs wurde über den Wolgastsee weiter durch den Zerninsee und das Swinemoor zum Stettiner Haff abgeleitet.
Trotz verschiedener Grabenräumordnungen und Dienstverpflichtungen der ansässigen Bauern erwies sich die Unterhaltung des Grabens als problematisch. 1772 musste bei der unter Franz Balthasar Schönberg von Brenkenhoff durchgeführten, großangelegten künstlichen Entwässerung des Thurbruchs der stark verkrautete Knüppelgraben beräumt werden. Im Thurbruch wurden Abzugsgräben zu den beiden Seen und zum Knüppelgraben angelegt. Zugleich wurde er über den neuangelegten Feuergraben mit dem Gothensee verbunden. Der weitere Abfluss erfolgte nun von dort über die Beek in die Ostsee. Bereits gegen Ende des 18. Jahrhunderts mussten der Knüppelgraben und die Beek mit einem Aufwand von 600 Talern entkrautet und gereinigt werden.
Um 1860 gelang es mit großem Aufwand, den Gothensee über den 1819 angelegte Sackkanal zu entwässern. Wie die Bäck wurde auch das Wasser des Knüppelgrabens auf einem 1,5 km langen Damm über den Seegrund hinweg in einen Ringgraben und von dort zum Sackkanal geleitet. Später wurde die Trockenlegung des Gothensees wegen zu hoher Kosten wieder aufgegeben.
1920 wurde direkt am Knüppelgraben nahe dem Kachliner See ein Windschöpfwerk aufgestellt. Zwischen 1957 und 1969 wurde das Thurbruch aufwendig melioriert. Der Knüppelgraben wurde in das neue Grabensystem einbezogen, in der Umgebung von Korswandt und Ulrichshorst jedoch teilweise durch andere Gräben ersetzt.